# Goera prominens
Goera prominens is een schietmot uit de familie Goeridae. De soort komt voor in het Oriëntaals gebied.